# 柳玭
柳玭（9世纪—895年），晚唐官员。
柳公绰孙，柳仲郢之子。哥哥柳璧，堂弟柳璨。妹婿是弘農楊堪。柳玭以明經補秘書正字。咸通十三年（872年），高湜薦柳氏為度支推官。歷官御史大夫。乾符中，出京为广州节度副使。乾符六年（879年），黄巢陷广州，邓承勋以小舟载柳玭逃归长安。廣明元年（880年），黃巢攻陷长安，柳玭为刃所伤，仍得以脫逃。廣明二年（881年），隨唐僖宗逃亡至成都，任中書舍人、御史中丞，在成都書肆中看到出售相宅、算命等雜書。光啟元年（885年），僖宗返長安後，柳玭遷尚書右丞。
文德元年（888年），以吏部侍郎脩國史，拜御史大夫。景福二年（893年），先貶渝州刺史，後移瀘州刺史。乾寧二年（895年），卒於北歸途中。曾经作《家训》告诫子弟：“夫门第高，可畏不可恃。可畏者，立身行己，一事有坠先训，则罪大于他人。”時人評價甚高。著有《續貞陵遺事》。